# Conversation(s) avec une femme
Pour plus de détails, voir Fiche technique et Distribution.
Conversation(s) avec une femme (Conversations with Other Women) est un drame romantique américano-britannique réalisé par Hans Canosa et écrit par Gabrielle Zevin. Il est sorti en 2006.

## Synopsis
À une fête de mariage à New York, un homme dans la trentaine aborde une demoiselle d’honneur qui a à peu près le même âge, et lui offre une coupe de champagne. Au fur et à mesure de la conversation, ils commencent à flirter. Leur discussion, sur des sujets tels que la fête et leurs relations passées, nous apprend peu à peu qu’ils ne sont pas des inconnus, mais qu’ils furent autrefois mariés. Une série de flashbacks nous montre des versions d’eux plus jeunes au début de leur relation. 
Même si chacun a un partenaire (Sarah, la danseuse de 22 ans et Jeffrey le cardiologue, tous deux absents), le couple monte dans la chambre d’hôtel de la femme. Cependant, leur décision de coucher ensemble n’est pas sans difficulté et implique un certain bagage émotionnel pour les deux. De nouveaux flashbacks nous montre leur version jeune, en parallèle avec leurs versions plus vieilles, dans une chambre d’hôtel.
Les deux se remémorent et revoient leurs sentiments l’un pour l’autre. L’homme semble avoir des sentiments ambigus quant à la direction que prend sa vie, alors que la femme semble plus sûre d’elle. L’épanouissement émotionnel que les deux ont expérimenté dans leur jeunesse les amène à réfléchir sur leurs vies actuelles en comparaison avec les choix et les options qu’ils avaient quand ils étaient plus jeunes.
Le femme doit prendre un vol transatlantique pour retourner chez elle à Londres dans la matinée, les deux quittent donc la chambre d’hôtel très tôt le matin. Alors qu’ils retournent à leurs vies respectives, chacun spécule sur le futur et la difficulté d’être heureux avec son chauffeur de taxi.

## Production
Les deux acteurs ont tourné 82 pages de dialogues en seulement 12 jours de tournage.
Pour faciliter la présentation du film en écran en split-screen, deux caméras (une sur chaque acteur) ont été utilisées.
Pour la scène de sexe, le réalisateur a demandé aux deux acteurs de rester dans le lit pendant que l’équipe technique changeait rapidement les positions de caméra pour obtenir tout le champ de prises de vues. La scène, qui comportait 10 positions de caméra et un travelling complexe, a été réalisée en 45 minutes.
Pour ajouter au réalisme du film, les deux acteurs ont utilisé des affaires personnelles pour leurs costumes. Aaron Eckhart a porté son propre costume ainsi que ses propres sous-vêtements, tandis que Helena Bonham Carter portait ses propres chaussures.
La chambre d’hôtel, l’intérieur de l’ascenseur et l’intérieur des taxis ont été tournés en studio.
Les scènes dans la salle de réception de l’hôtel ont été tournées dans la salle de réception du Park Plaza Hotel à Los Angeles. D’autres films ont été tournés à cet endroit.
Plusieurs scènes ont été tournées dans le bâtiment du Los Angeles Herald-Examiner, qui a presque exclusivement été utilisé comme lieu de tournage depuis la fermeture du journal en 1989.

## Post-production
Un monteur avait initialement été engagé pour le film, mais il a quitté le projet, évoquant les difficultés techniques qu’impliquait l’utilisation du split-screen. Le réalisateur, qui n’avait jamais monté de film auparavant, a appris à utiliser le logiciel de montage, et a réalisé le montage lui-même.
Le dernier plan du film est le seul à avoir été tourné avec une seule caméra. Aaron Eckhart et Helena Bonham Carter ont été filmés à l’arrière du même taxi, en studio, et le plan a été divisé numériquement en post-production.
Le film comporte 117 effets visuels. La production a sollicité un devis, qui annonçait un budget de 400 000 à 1 million de dollars. Kwesi Collision a donc fait les effets visuels lui-même, en quatre mois.
Une version du film en format 4:3 sans partition d’écran a été faite pour la télévision.

## Bande-son
Trois chansons de l’album Quelqu’un m’a dit de Carla Bruni complètent le ton de certaines séquences du film. « J’en connais » accompagne le générique d’ouverture et les premiers plans, et réapparait dans le générique de fin. « Le plus beau du quartier » est jouée pendant la scène où la femme demande à l’homme de l’aider à se déshabiller. « L’excessive » est en fond pendant la transition de la chambre d’hôtel au toit. 
La scène de sexe est accompagnée par la chanson « Ripchord » du groupe Rilo Kiley.
Les scènes de la fête de mariage sont accompagnées par de la musique composée par Starr Parodi et Jeff Eden Fair.

## Fiche technique
- Réalisation : Hans Canosa
- Scénario : Gabrielle Zevin
- Production : Ram Bergman, Kerry Barden et Bill McCutchen
- Musique originale : Jeff Eden Fair et Starr Parodi
- Photographie : Steve Yedlin
- Montage : Hans Canosa
- Format : 35 mm (2,35:1)
Dolby SRD
- Budget : 600 000 $
- Durée : 84 minutes
- Pays :  Royaume-Uni -  États-Unis
- Langue : anglais
- Format : couleur - Son : Dolby Digital
- Dates de sortie : 
  -  États-Unis : 2 septembre 2005
  -  France : 4 avril 2006 (Festival de Cherbourg) - 7 juin 2006 (sortie nationale)
  -  Royaume-Uni : 18 mai 2007

## Distribution
- Aaron Eckhart (V.F. : Dimitri Rataud[1]) : l'homme
- Helena Bonham Carter (V.F. : Marjorie Frantz) : la femme
- Cerina Vincent : Sarah, la danseuse
- Thomas Lennon (V.F. : Jean-Christophe Pagnac) : le vidéaste
- Olivia Wilde (V.F. : Mirabelle Kirkland) : la demoiselle d'honneur
- Erik Eidem (V.F. : Thierry Jahn) : l'homme (jeune)
- Nora Zehetner (V.F. : Barbara Probst) : la femme (jeune)
- Philip Littell (V.F. : Jean-Marie Burucoa) : Jeffrey